# Lorenzo Patta
Lorenzo Patta (Oristán, 23 de mayo de 2000) es un deportista italiano que compite en atletismo, especialista en las carreras de velocidad.
Participó en los Juegos Olímpicos de Tokio 2020, obteniendo una medalla de oro en la prueba de 4 × 100 m.
Ganó una medalla de plata en el Campeonato Mundial de Atletismo de 2023 y una medalla de oro en el Campeonato Europeo de Atletismo de 2024. En los Juegos Europeos de Cracovia 2023 obtuvo una medalla de plata en el relevo 4 × 100 m.

## Palmarés internacional
| Juegos Olímpicos   | Juegos Olímpicos   | Juegos Olímpicos | Juegos Olímpicos |
| Año                | Lugar              | Medalla          | Prueba           |
| ------------------ | ------------------ | ---------------- | ---------------- |
| 2020               | Tokio (Japón)      | Medalla de oro   | 4 × 100 m        |
| Campeonato Mundial |                    |                  |                  |
| Año                | Lugar              | Medalla          | Prueba           |
| 2023               | Budapest (Hungría) | Medalla de plata | 4 × 100 m        |
| Juegos Europeos    |                    |                  |                  |
| Año                | Lugar              | Medalla          | Prueba           |
| 2023               | Chorzów (Polonia)  | Medalla de plata | 4 × 100 m        |
| Campeonato Europeo |                    |                  |                  |
| Año                | Lugar              | Medalla          | Prueba           |
| 2024               | Roma (Italia)      | Medalla de oro   | 4 × 100 m        |